# Roberto Costa
Roberto Costa, właśc. Roberto Costa Cabral (ur. 8 grudnia 1954 w Santosie) – brazylijski piłkarz, występujący podczas kariery na pozycji bramkarza.

## Kariera klubowa
Karierę piłkarską Roberto Costa rozpoczął w klubie Santosie FC w 1972. W latach 1976–1977 był zawodnikiem Criciúmy. Przełomem w jego karierze był transfer do Athletico Paranaense, w którym występował (z krótką przerwą na grę w Coritibie) w latach 1978–1983. W lidze brazylijskiej zadebiutował 30 marca 1978 w przegranym 0-2 meczu z Chapecoense Chapecó.
Z Atlético dwukrotnie zdobył mistrzostwo stanu Paraná – Campeonato Paranaense w 1982 i 1983. Najlepszym okresem w karierze Roberto Costa były lata 1983–1985, kiedy to występował w CR Vasco da Gama. Z Vasco zdobył wicemistrzostwo Brazylii w 1984. W barwach Vasco 21 lipca 1985 w wygranym 4-0 meczu z Mixto Cuiabá Roberto Costa wystąpił po raz ostatni w lidze brazylijskiej.
Ogółem w latach 1978–1985 wystąpił w lidze w 85 meczach. W 1988 powrócił do Athletico Paranaense, z którym zdobył kolejne mistrzostwo stanu. W latach 1985–1989 był kolejno zawodnikiem SC Internacional, Amériki São José do Rio Preto, ponownie Athletico Paranaense, Noroeste Bauru, Esportivo Passos, Flamengo Varginha i Taguatingi Brasília.
Z Taguatingą zdobył mistrzostwo Dystryktu Federalnego – Campeonato Brasiliense w 1989. Karierę Roberto Costa zakończył w Caldense Poços de Caldas w 1990.

## Kariera reprezentacyjna
W jedyny raz reprezentacji Brazylii Roberto Costa wystąpił 10 czerwca 1984 w przegranym 0-2 towarzyskim meczu z reprezentacją Anglii.